# 賀島政慶
賀島 政慶（かしま まさよし）は、戦国時代の武将。徳島藩家老賀島家2代当主。
父は蜂須賀家家老・賀島長昌。母は蜂須賀正勝の娘・奈良姫。養父は赤松則房。正室は稲田植元の娘。継室は稲田植元の養女。子は賀島政重、稲田植次室、林正吉室。幼名は長市。通称は細山帯刀、左近、主水正。

## 生涯
元亀3年（1572年）、賀島長昌の子として尾張国に生まれる。天正13年（1585年）、14歳で阿波国に来て牛岐城（富岡城）と知行1万石を与えられ、蜂須賀家御門族に列す。蜂須賀家政に「政」の偏諱と細山の苗字を与えられ、細山帯刀政慶と名乗る。
天正15年（1587年）、九州征伐に出陣。天正16年（1588年）赤松則房の養子となる。天正18年（1590年）小田原征伐、文禄元年（1592年）、慶長2年（1597年）の文禄・慶長の役、慶長5年（1600年）、関ヶ原の戦いに出陣する。
慶長8年（1603年）、蜂須賀家に戻り家老となる。慶長19年（1614年）、大坂冬の陣で徳島城留守居を務める。慶長20年（1615年）、大坂夏の陣で蜂須賀勢の先鋒を務める。元和2年（1616年）、賀島に復姓。元和5年（1619年）、福島正則改易の際に、広島城受け取りの御先手を務める。元和6年（1620年）、藩主蜂須賀忠英の将軍徳川秀忠への御目見に同席する。
寛永4年（1627年）12月23日、死去。享年56。

## 系譜
- 父：賀島長昌
- 母：奈良姫 - 蜂須賀正勝の娘
- 正室：稲田植元の娘
- 継室：稲田植元の養女
- 息子：賀島政重
- 娘：稲田植次正室
- 娘：林正吉正室